# Palacio del Marqués de Valverde
El Palacio del Marqués de Valverde es una residencia palaciega que data de la segunda mitad del siglo XVI. Su entrada se encuentra en la calle San Ignacio de Valladolid, junto a la Casa de los Arenzana, frente a la Iglesia de San Miguel y San Julián, haciendo esquina con la calle Expósitos y la Plaza de Fabio Nelli, donde se halla el palacio del mismo nombre, sede del Museo Arqueológico de Valladolid. En el siglo XVI, en torno a esta zona se encontraban las principales mansiones y casas palaciegas de la ciudad, tal como recuerda la ruta de El hereje, novela de Miguel Delibes que retrata el Valladolid de la época.
Perteneció al linaje de Figueroa y recayó en sus descendientes los marqueses de Valverde de la Sierra.

## Historia

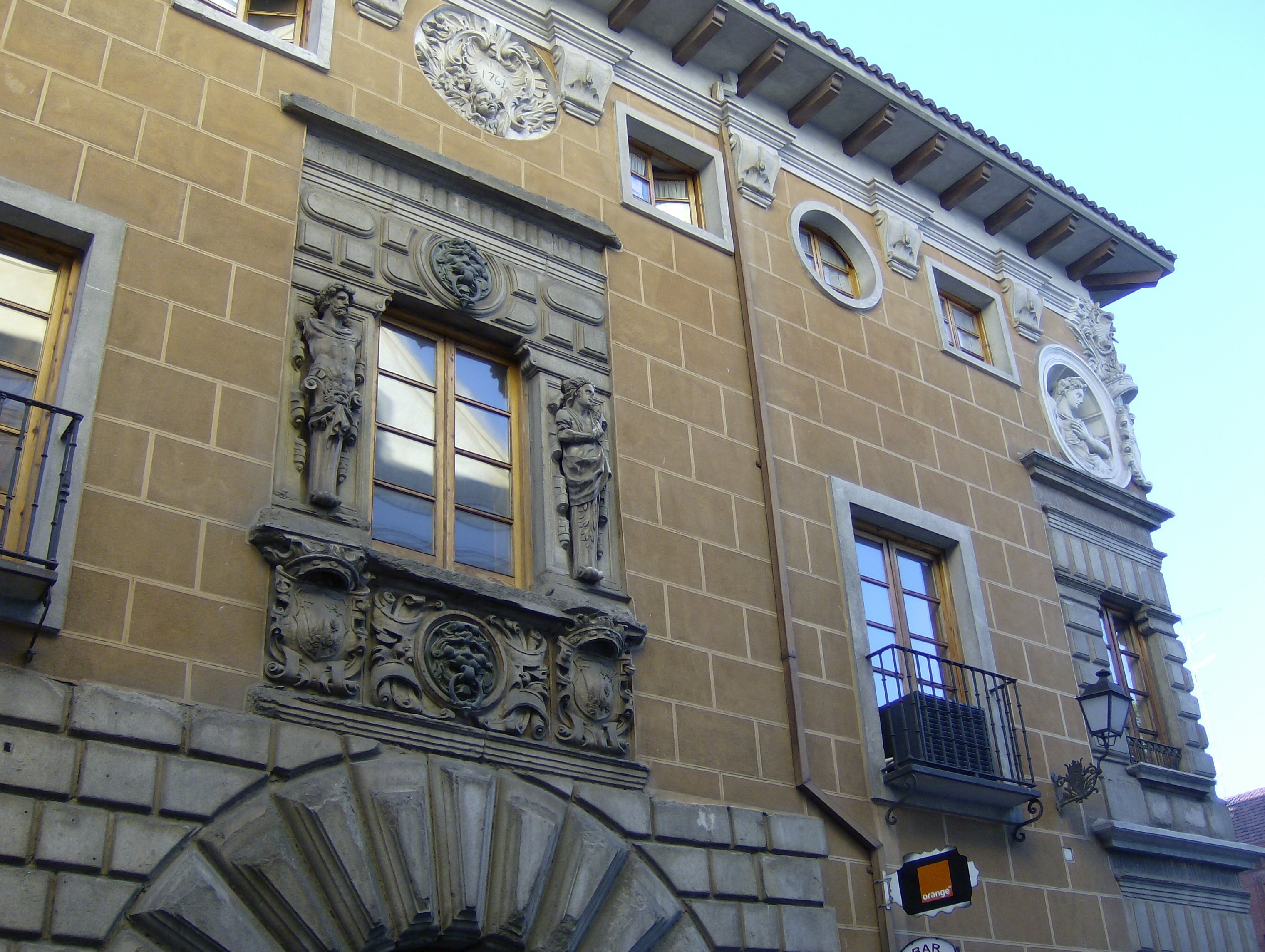
Fachada del palacio del Marqués de Valverde..

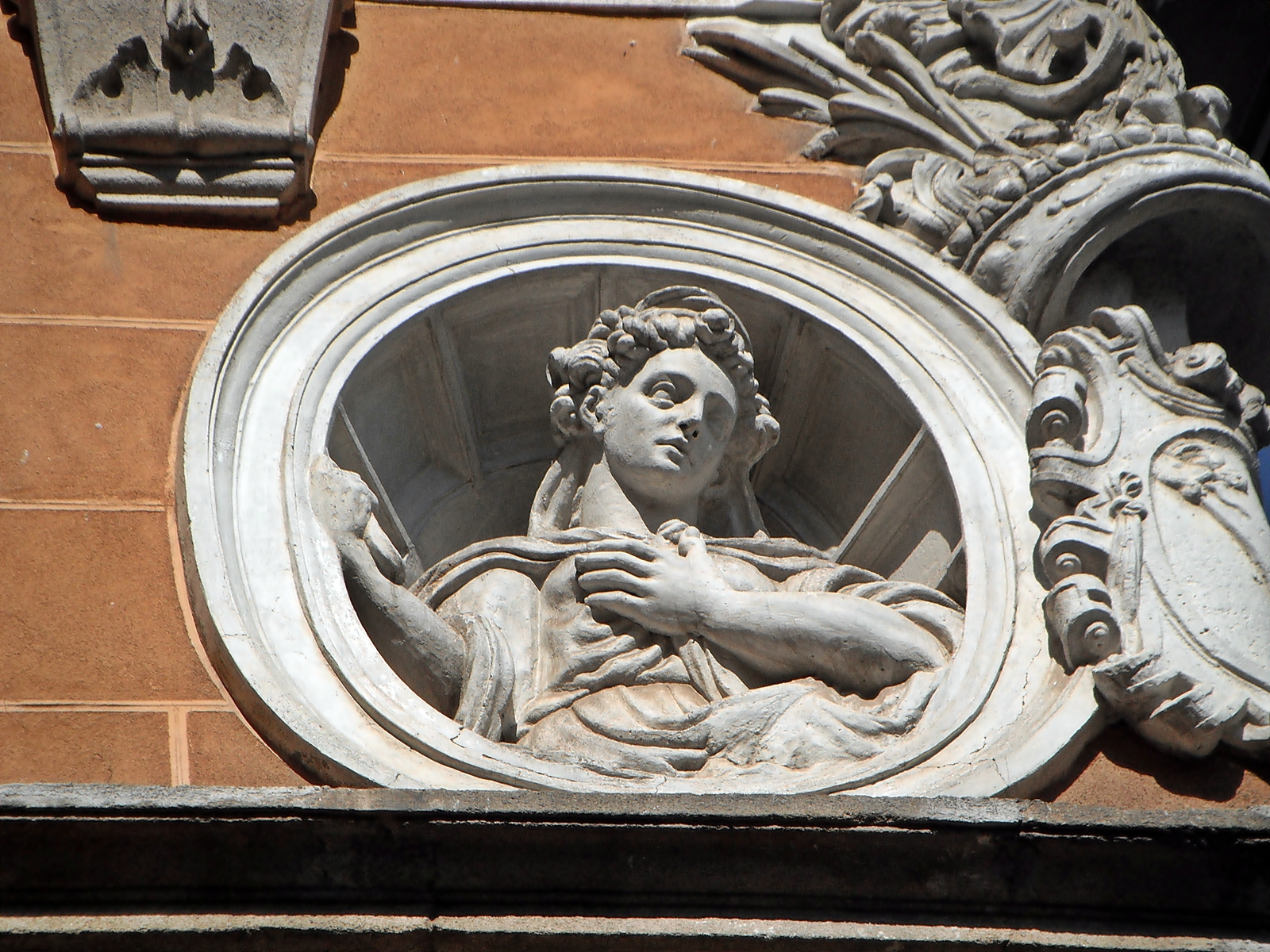
Cenefa del Palacio.

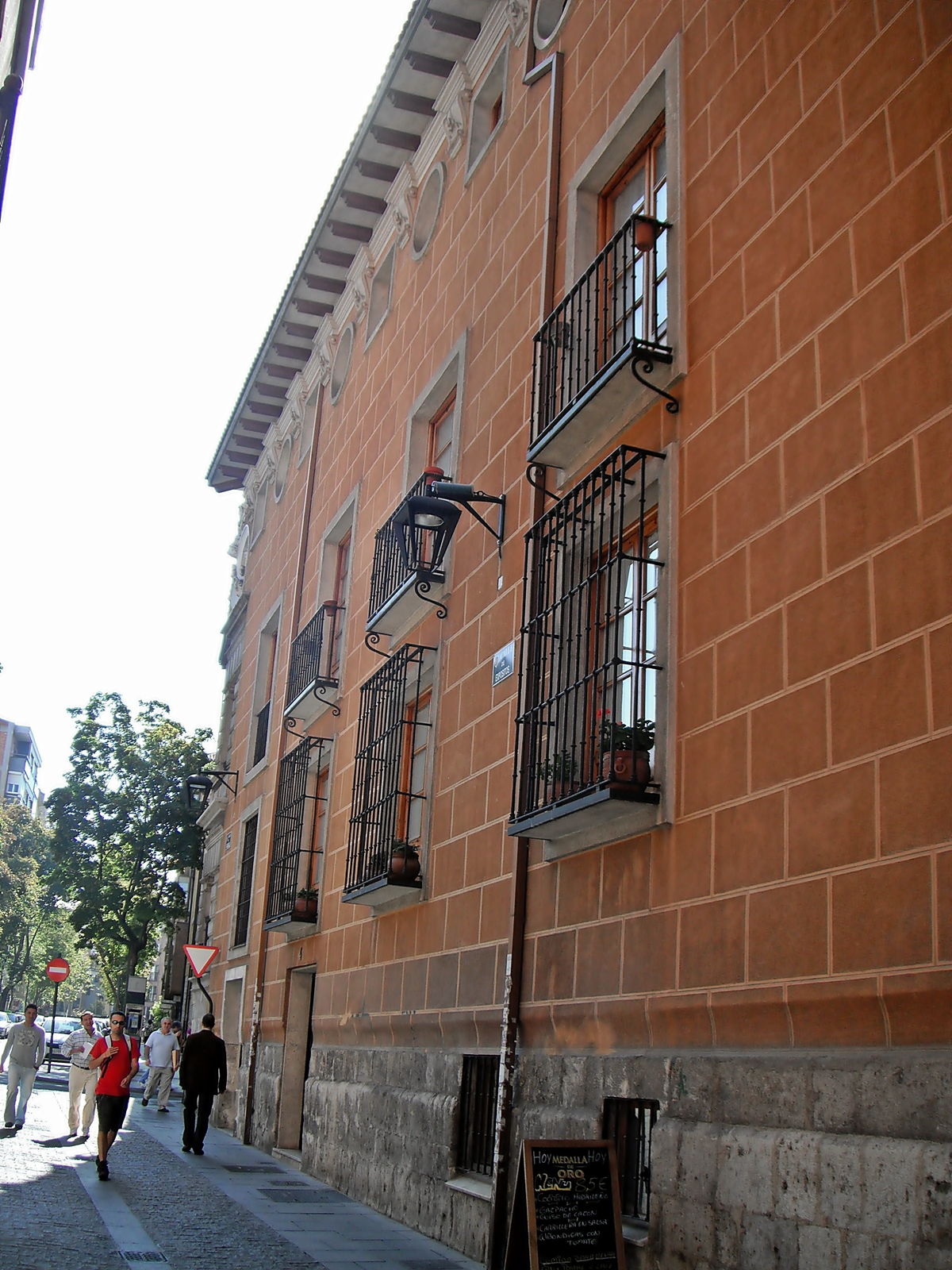
Lateral izquierda y calle del Palacio del Marqués de Valverde.

El palacio se construyó en estilo italianizante o florentino durante la segunda mitad del siglo XVI, y sufrió algunas modificaciones en las reformas que se efectuaron en el siglo XVIII.
El proyecto y construcción del edificio fue encargado a mediados del XVI por Juan de Figueroa, oidor de la Real Chancillería, y María Núñez de Toledo, su mujer, fundadores también, en 1521, del vecino convento de la Concepción, cuyo patronato quedó agregado a la casa. En el mayorazgo sucedió su sobrino Hernando de Figueroa, regidor de Valladolid, que el 2 de septiembre de 1566 cedió la casa a su hijo Juan de Figueroa, con motivo de su casamiento con Ana de Leiva. De este matrimonio fue hija y sucesora Antonia de Figueroa y Leiva, que casó con Sancho de Tovar y Enríquez de Castilla, señor de la Tierra de la Reina, corregidor y capitán a guerra de Asturias, que a su vez tuvo por nieto y sucesor a Fernando de Tovar y Enríquez de Castilla, señor de la Tierra de la Reina, que en 1678 fue creado marqués de su villa de Valverde de la Sierra. A raíz de ello el palacio se llamó de los Marqueses de Valverde.

## Estilo
En la portada del palacio que da a la calle de San Ignacio se encuentran los escudos de los fundadores: Juan de Figueroa y María de Toledo, quienes realizaron el encargo. En la planta noble, sobre la fachada, destaca una ventana rectangular que se encuentra enmarcada lateralmente por dos esculturas que popularmente se identifican como la marquesa y su amante. Un elemento importante de la composición son los medallones manieristas.
La fachada también presenta arcos de medio punto con sillares almohadillados, los de la puerta principal y varias ventanas, y con mascarones y atlantes en las ventanas superiores. En la reforma del siglo XVIII se añadieron yeserías en la parte superior del edificio. Flanqueando la ventana principal de la esquina se hallan las representaciones de Hermes y una Cariátide. El interior está ocupado actualmente por viviendas privadas y locales.
Fue declarado Bien de Interés Cultural el 6 de abril de 1967, y confirmado en el Boletín Oficial del Estado del 25 de abril de 1967.
Fue restaurado totalmente en 1981. Actualmente el edificio está ocupado por viviendas y locales comerciales.